# 山田勝晴
山田 勝晴（やまだ かつはる）は、静岡県出身の日本の元アマチュア野球選手（内野手）。

## 経歴・人物
藤枝東高等学校を卒業した後に亜細亜大学に進学。東都大学野球リーグでは遊撃手として活躍し、1964年春季リーグで入れ替え戦で国学大を破り、一部リーグへの昇格を果たす。また、翌年の春季リーグにおいて、ベストナインに選ばれた。
大学卒業後は日本楽器に入社。1966年には大昭和製紙に補強され都市対抗への出場を果たした。また、第二十一回選抜社会人野球東京大会では大会優秀選手に選ばれた。同年のドラフト会議でサンケイアトムズに5位指名されたが、入団には至らなかった。翌年に開催された都市対抗に左翼手として出場した。